# SLC11A2
SLC11A2 (англ. Solute carrier family 11 member 2) – білок, який кодується однойменним геном, розташованим у людей на короткому плечі 12-ї хромосоми. Довжина поліпептидного ланцюга білка становить 568 амінокислот, а молекулярна маса — 62 266.
| 10         |  | 20         |  | 30         |  | 40         |  | 50         |
| ---------- |  | ---------- |  | ---------- |  | ---------- |  | ---------- |
| MVLGPEQKMS |  | DDSVSGDHGE |  | SASLGNINPA |  | YSNPSLSQSP |  | GDSEEYFATY |
| FNEKISIPEE |  | EYSCFSFRKL |  | WAFTGPGFLM |  | SIAYLDPGNI |  | ESDLQSGAVA |
| GFKLLWILLL |  | ATLVGLLLQR |  | LAARLGVVTG |  | LHLAEVCHRQ |  | YPKVPRVILW |
| LMVELAIIGS |  | DMQEVIGSAI |  | AINLLSVGRI |  | PLWGGVLITI |  | ADTFVFLFLD |
| KYGLRKLEAF |  | FGFLITIMAL |  | TFGYEYVTVK |  | PSQSQVLKGM |  | FVPSCSGCRT |
| PQIEQAVGIV |  | GAVIMPHNMY |  | LHSALVKSRQ |  | VNRNNKQEVR |  | EANKYFFIES |
| CIALFVSFII |  | NVFVVSVFAE |  | AFFGKTNEQV |  | VEVCTNTSSP |  | HAGLFPKDNS |
| TLAVDIYKGG |  | VVLGCYFGPA |  | ALYIWAVGIL |  | AAGQSSTMTG |  | TYSGQFVMEG |
| FLNLKWSRFA |  | RVVLTRSIAI |  | IPTLLVAVFQ |  | DVEHLTGMND |  | FLNVLQSLQL |
| PFALIPILTF |  | TSLRPVMSDF |  | ANGLGWRIAG |  | GILVLIICSI |  | NMYFVVVYVR |
| DLGHVALYVV |  | AAVVSVAYLG |  | FVFYLGWQCL |  | IALGMSFLDC |  | GHTCHLGLTA |
| QPELYLLNTM |  | DADSLVSR   |  |            |  |            |  |            |

A: Аланін

C: Цистеїн

D: Аспарагінова кислота

E: Глутамінова кислота

F: Фенілаланін

G: Гліцин

H: Гістидин

I: Ізолейцин

K: Лізин

L: Лейцин

M: Метіонін

N: Аспарагін

P: Пролін

Q: Глутамін

R: Аргінін

S: Серин

T: Треонін

V: Валін

W: Триптофан

Кодований геном білок за функцією належить до фосфопротеїнів. 
Задіяний у таких біологічних процесах, як транспорт іонів, транспорт заліза, транспорт, альтернативний сплайсинг. 
Білок має сайт для зв'язування з іоном заліза. 
Локалізований у клітинній мембрані, мембрані, мітохондрії, зовнішній мембрані мітохондрій, ендосомах.